# 670744 Karsh
670744 Karsh este o planetă minoră (asteroid) din centura de asteroizi. A fost descoperită pe 14 ianuarie 1997 la  de Christopher Aikman⁠(d). 
Obiectul prezintă o orbită caracterizată de o semiaxă mare de 2,6304295145842 UAi, o excentricitate de 0,14250805655167, o înclinație de 18,918892350002 ° în raport cu ecliptica.